# Église en bois du Saint-Prince-Lazare de Prolom
Pour les articles homonymes, voir Église du Saint-Prince-Lazare.
L'église en bois du Saint-Prince-Lazare de Prolom (en serbe cyrillique : Храм брвнара светог кнеза Лазара у селу Пролом ; en serbe latin : Hram brvnara svetog kneza Lazara u selu Prolom) est une église orthodoxe située à Prolom, dans le district de Toplica et dans la municipalité de Kuršumlija en Serbie.

## Présentation
L'église, dédiée au saint prince Lazare, se trouve à proximité de la rivière de Prolom (Prolomska reka) et à deux kilomètres et demi du centre de Prolom. Elle est la seule église en bois de la région de la Toplica,.
Elle est construite en 1890 par des colons venus des monts Golija, à l'emplacement d'un petit édifice plus ancien où, selon la tradition, le prince Lazare aurait communié avec son armée avant la bataille de Kosovo Polje,. Dans la cour de l'église se trouvent six pruniers ; selon la légende, il y avait déjà six pruniers à l'époque du prince Lazare et ils se seraient tous tordus dans la direction que devait emprunter l'armée.

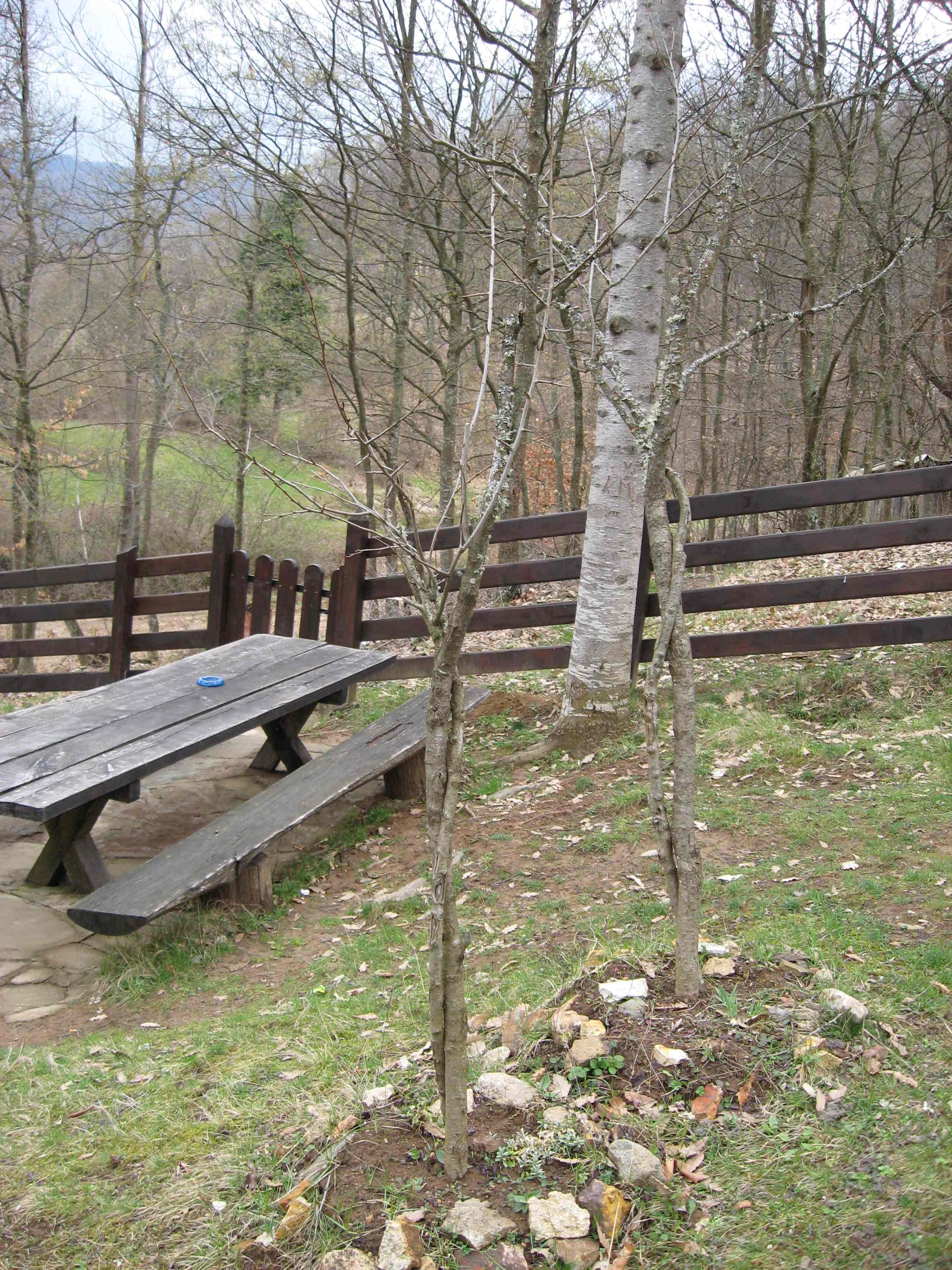
Quelques pruniers dans la cour de l'église.

Au XXe siècle, l'église est restaurée et, en 2008, elle est consacrée par l'évêque de l'éparchie de Niš Irénée (Irinej), qui, en 2010, deviendra patriarche de l'Église orthodoxe serbe.

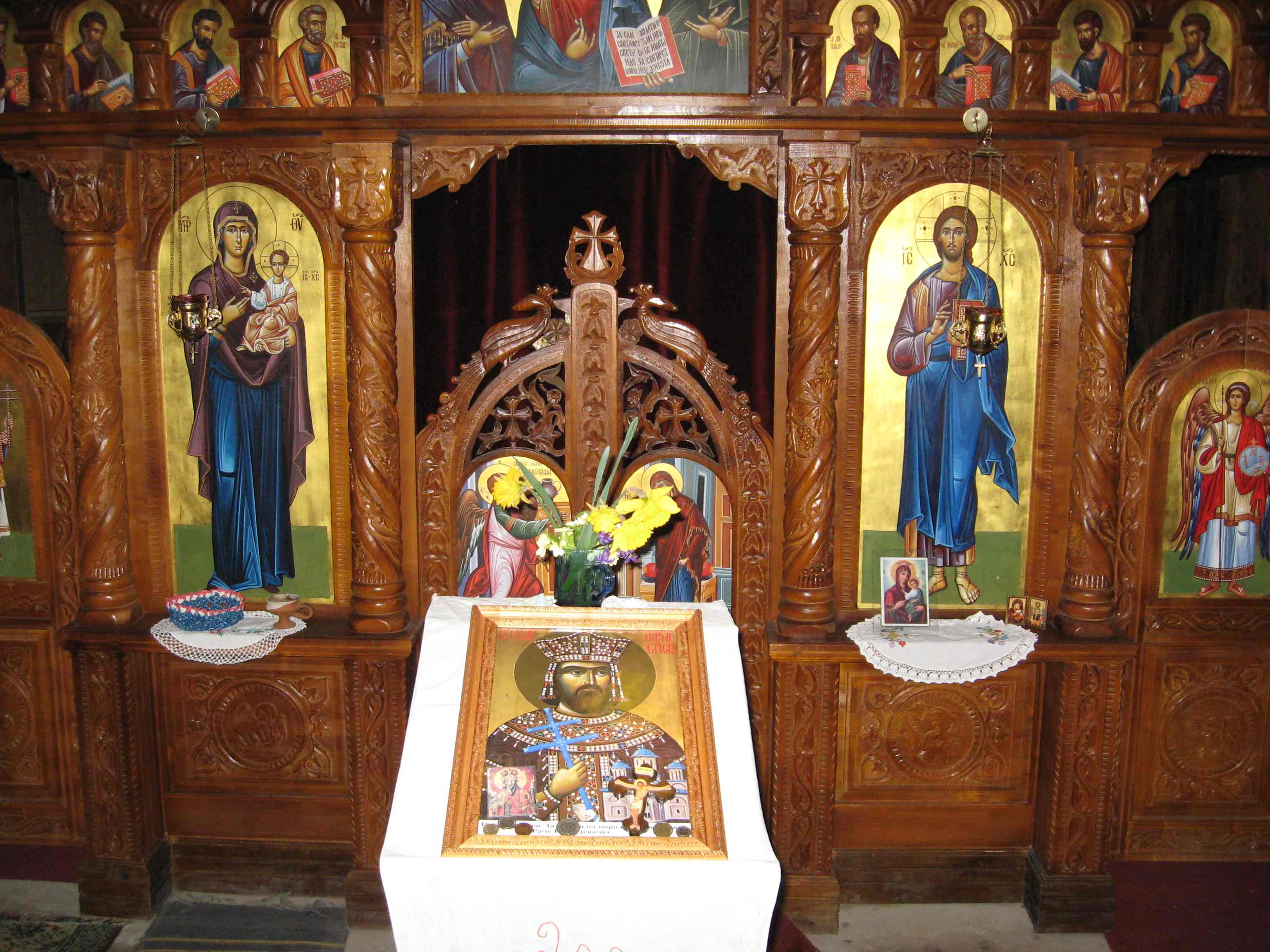
L'iconostase de l'église.